# Edoardo Balliol
Edoardo Balliol (1283 circa – Doncaster, 1367) è stato un nobile scozzese di origine piccarda, pretendente al trono di Scozia: grazie all'aiuto inglese regnò brevemente tra il 1332 e il 1336.

## Biografia
Edoardo Balliol nacque attorno al 1283 da Giovanni di Scozia e da Isabella de Warenne, sua madre era figlia di Giovanni de Warenne, VI conte di Surrey ed Alice di Lusignano che era nata dalle seconde nozze del padre Ugo X di Lusignano con Isabella d'Angoulême vedova di Giovanni d'Inghilterra. Questo rendeva Edoardo piuttosto vicino alla famiglia reale inglese, una parentela niente affatto trascurabile. Suo padre Giovanni era stato pretendente al trono di Scozia al tempo della Grande causa ed Edoardo I d'Inghilterra, chiamato ad arbitrare il contenzioso fra tutti i pretendenti alla corona, lo aveva posto sul trono ed egli aveva regnato dal 1292 al 1296 pur fra grandi difficoltà derivanti dall'opposizione di alcune famiglie scozzesi. Dopo anni di violenti scontri interni nel 1306 era stato incoronato Robert Bruce come Roberto I di Scozia, egli era il capo della famiglia Bruce, storica rivale dei Balliol, ed aveva regnato fino alla morte nel 1326.
Al momento della sua morte suo figlio Davide II di Scozia gli era succeduto, ma essendo un bambino di soli due anni era stato posto sotto la tutela di James Douglas e Thomas Randolph. Entro il 1332 i due erano entrambi periti e questo permise a Edoardo di farsi avanti per prendere la corona, supportato da Edoardo III d'Inghilterra sconfisse il Reggente Domnhall, II conte di Mar (1302 circa-11 agosto 1332) uccidendolo alla Battaglia di Dupplin Moor. Un mese dopo, a settembre del 1332, Edoardo venne incoronato a Scone. I nobili scozzesi non si arresero, tre mesi dopo perse alla battaglia di Annan del 16 dicembre e fu costretto a rifugiarsi in Inghilterra. Edoardo si rifugiò presso la famiglia Clifford, una potente famiglia del Westmorland soggiornando presso i loro castelli di Appleby, Brougham, Brough e Pendragon.
Sei mesi dopo la vittoria alla Battaglia di Halidon Hill gli restituì il trono, successivamente ad essa Edoardo cedette ad Edoardo III la regione una volta nota come Lothian e da allora in poi gli si rivolse chiamandolo liege lord, sovrano. Rivelatosi un fantoccio degli inglesi, la maggior parte dei nobili scozzesi supportava il giovane Davide e furono loro dopo averlo deposto una volta nel 1334 e averlo visto riguadagnare il trono l'anno seguente a deporlo definitivamente nel 1336. Quando poi Davide tornò dal rifugio francese in cui era stato mandato per proteggerlo nel 1341 ogni speranza di tornare alla corona svanì per sempre. Quando nel 1346 Davide venne sconfitto dagli inglesi alla Battaglia di Durham egli tornò in Scozia capeggiando una rivolta nel Galloway e per quanto riuscisse a conquistare terreno non riuscì mai a tenerlo. Nel 1356 Edoardo cedette ogni pretesa al trono di Scozia a Edoardo III in cambio di una pensione e passò il resto dei suoi anni nell'ombra, morendo a Doncaster nel 1367. Il luogo di sepoltura resta ignoto.

## Ascendenza
|                                         |                      |                                        | Genitori                                   |  |  | Nonni |  |  | Bisnonni        |  |  | Trisnonni          |  |
|                                         |                      |                                        |                                            |  |  |       |  |  | Hugh de Balliol |  |  | Eustace de Balliol |  |
|                                         |                      |                                        |                                            |  |  |       |  |  | Hugh de Balliol |  |  | Eustace de Balliol |  |
|                                         |                      | Ada de Fontaines                       |                                            |  |  |       |  |  | Hugh de Balliol |  |  |                    |  |
| John de Balliol                         |                      |                                        |                                            |  |  |       |  |  | Hugh de Balliol |  |  |                    |  |
|                                         |                      | Cecilia de Fontaines                   | Aleaume de Fontaines                       |  |  |       |  |  |                 |  |  |                    |  |
|                                         |                      | Cecilia de Fontaines                   | Aleaume de Fontaines                       |  |  |       |  |  |                 |  |  |                    |  |
|                                         |                      | Cecilia de Fontaines                   | Laurette de Saint-Valérie                  |  |  |       |  |  |                 |  |  |                    |  |
| Giovanni di Scozia                      |                      | Cecilia de Fontaines                   |                                            |  |  |       |  |  |                 |  |  |                    |  |
|                                         |                      | Alan di Galloway                       | Lochlann di Galloway                       |  |  |       |  |  |                 |  |  |                    |  |
|                                         |                      | Alan di Galloway                       | Lochlann di Galloway                       |  |  |       |  |  |                 |  |  |                    |  |
|                                         |                      | Alan di Galloway                       | Elena de Morville                          |  |  |       |  |  |                 |  |  |                    |  |
| Dervorguilla di Galloway                |                      | Alan di Galloway                       |                                            |  |  |       |  |  |                 |  |  |                    |  |
|                                         |                      | Margherita di Huntingdon               | Davide di Scozia                           |  |  |       |  |  |                 |  |  |                    |  |
|                                         |                      | Margherita di Huntingdon               | Davide di Scozia                           |  |  |       |  |  |                 |  |  |                    |  |
|                                         |                      | Margherita di Huntingdon               | Matilda di Chester                         |  |  |       |  |  |                 |  |  |                    |  |
| Edoardo Balliol                         |                      | Margherita di Huntingdon               |                                            |  |  |       |  |  |                 |  |  |                    |  |
|                                         | Guglielmo di Warenne | Hamelin de Warenne                     |                                            |  |  |       |  |  |                 |  |  |                    |  |
|                                         | Guglielmo di Warenne | Hamelin de Warenne                     |                                            |  |  |       |  |  |                 |  |  |                    |  |
|                                         | Guglielmo di Warenne | Isabel de Warenne, contessa del Surrey |                                            |  |  |       |  |  |                 |  |  |                    |  |
| Giovanni de Warenne, VI conte di Surrey | Guglielmo di Warenne |                                        |                                            |  |  |       |  |  |                 |  |  |                    |  |
|                                         |                      | Matilde Marshal                        | Guglielmo il Maresciallo                   |  |  |       |  |  |                 |  |  |                    |  |
|                                         |                      | Matilde Marshal                        | Guglielmo il Maresciallo                   |  |  |       |  |  |                 |  |  |                    |  |
|                                         |                      | Matilde Marshal                        | Isabella di Clare, IV contessa di Pembroke |  |  |       |  |  |                 |  |  |                    |  |
| Isabella de Warenne                     |                      | Matilde Marshal                        |                                            |  |  |       |  |  |                 |  |  |                    |  |
|                                         |                      | Ugo X di Lusignano                     | Ugo IX di Lusignano                        |  |  |       |  |  |                 |  |  |                    |  |
|                                         |                      | Ugo X di Lusignano                     | Ugo IX di Lusignano                        |  |  |       |  |  |                 |  |  |                    |  |
|                                         |                      | Ugo X di Lusignano                     | Agatha di Preuilly                         |  |  |       |  |  |                 |  |  |                    |  |
| Alice di Lusignano                      |                      | Ugo X di Lusignano                     |                                            |  |  |       |  |  |                 |  |  |                    |  |
|                                         |                      | Isabella d'Angoulême                   | Ademaro III d'Angoulême                    |  |  |       |  |  |                 |  |  |                    |  |
|                                         |                      | Isabella d'Angoulême                   | Ademaro III d'Angoulême                    |  |  |       |  |  |                 |  |  |                    |  |
|                                         |                      | Isabella d'Angoulême                   | Alice di Courtenay                         |  |  |       |  |  |                 |  |  |                    |  |
|                                         |                      | Isabella d'Angoulême                   |                                            |  |  |       |  |  |                 |  |  |                    |  |